# Graulade
La Graulade est une petite rivière française qui coule dans le département de
la Creuse. C'est un affluent de la Gartempe en rive droite, donc un sous-affluent de la Loire par la Gartempe, puis la Creuse et enfin la Vienne.

## Géographie
La Graulade naît à la limite entre les communes de Saint-Sulpice-le-Guérétois et de Saint-Vaury, dans le département de la Creuse, à sept kilomètres à l'ouest de la ville de Guéret. Dès sa naissance, elle se dirige vers le sud, direction qu'elle maintient tout au long de son parcours de près de dix kilomètres. Elle se jette dans la Gartempe (rive droite) sur le territoire de la petite localité de Saint-Silvain-Montaigut.

## Communes traversées
- Département de la Creuse : Saint-Sulpice-le-Guérétois, Saint-Vaury, Gartempe et Saint-Silvain-Montaigut.

## Hydrologie
La Graulade est une rivière assez irrégulière, à l'instar de ses voisines de la région du rebord nord du Limousin, et avant tout de la Gartempe et de la Creuse. Son débit a été observé durant une période de 21 ans (1974-1995), à Saint-Silvain-Montaigut, localité du département de la Creuse située au niveau de son confluent avec la Gartempe. La surface ainsi étudiée y est de 18,5 km2, soit la totalité du bassin versant de la rivière.
Le module de la rivière à Saint-Silvain-Montaigut est de 0,247 m3/s.
La Graulade présente des fluctuations saisonnières de débit relativement peu marquées. Les hautes eaux se déroulent en hiver et au printemps, et se caractérisent par des débits mensuels moyens allant de 0,268 à 0,386 m3/s, de décembre à mai inclus (avec un maximum très net en février). À partir du mois de juin, le débit baisse rapidement jusqu'aux basses eaux d'été qui ont lieu de juillet à septembre inclus, entraînant une  baisse du débit mensuel moyen jusqu'à 0,119 m3 au mois d'août, ce qui reste fort respectable par rapport au module annuel. Mais ces moyennes mensuelles ne sont que des moyennes et cachent des fluctuations plus prononcées sur de courtes périodes ou selon les années.
Aux étiages, le VCN3 peut chuter jusque 0,039 m3/s (39 litres), en cas de période quinquennale sèche, ce qui reste confortable pour un aussi petit cours d'eau. Ce fait est fréquent parmi les rivières issus des hauteurs du Limousin.
Les crues peuvent être assez importantes, compte tenu de la petitesse du bassin versant. Les QIX 2 et QIX 5 valent respectivement 2,1 et 2,8 m3/s. Le QIX 10 est de 3,2 m3/s, le QIX 20 de 3,7 m3, tandis que le QIX 50 se monte à 4,3 m3/s.
Le débit instantané maximal enregistré à Saint-Silvain-Montaigut a été de 3,37 m3/s le 17 décembre 1982, tandis que la valeur journalière maximale était de 2,59 m3/s le 14 février 1990. En comparant la première de ces valeurs à l'échelle des QIX de la rivière, il apparaît que cette crue était d'ordre décennal, et donc fort banale.
La Graulade est une rivière abondante. La lame d'eau écoulée dans son bassin versant est de 422 millimètres annuellement, ce qui est nettement supérieur à la moyenne d'ensemble de la France, et aussi à la moyenne du bassin de la Loire (plus ou moins 245 millimètres), de la Gartempe (376 mm) et de la Vienne (319 millimètres). Le débit spécifique (ou Qsp) atteint 13,3 litres par seconde et par kilomètre carré de bassin.